# Famille Stewart (Irlande)
Cette page explique l’histoire ou répertorie les différents membres de la famille Stewart (Irlande).
La famille Stewart (ou Vane-Tempest-Stewart) est une famille subsistante de la noblesse britannique, originaire du comté de Donegal. Elle s'est distinguée par les fonctions politiques et militaires occupées par ses membres.
Elle a été illustrée par Charles Vane-Tempest-Stewart, 7e marquis de Londonderry, leader de la Chambre des lords (1878-1949).

## Histoire
La famille Stewart de Mount Stewart est issue des Stewart de Balquhidder, branche illégitime du Clan Stewart dont elle porte une variation des armes.
La famille Stewart est une famille importante d'Irlande originaire d'Écosse puis implantée dans le comté de Donegal avant de s'établir dans le comté de Down (actuellement en Irlande du Nord). Elle fait partie des familles écossaise-irlandaise.
Elle soutient le roi Charles Ier d'Angleterre ce qui lui consolide ses possessions en Irlande. Cependant la famille s'oppose à la Maison Stuart lors de la Glorieuse Révolution en soutenant Guillaume d'Orange comme une grande partie des presbytérianien d'Ulster contre Jacques II d'Angleterre.
Robert Stewart, 1er marquis de Londonderry et son fils se convertissent à l'anglicanisme, ce qui leur permet de gagner en influence et d'être parmi ceux qui ont joué un rôle prédominant dans l'acte d'union de 1800 aux côtés des plus importantes famille de l'aristocratie anglo-irlandaise.
Charles Vane, 3e marquis de Londonderry change son nom de « Stewart » pour « Vane » à la suite du testament de son beau-père, Sir Henry Vane-Tempest, 2e baronnet de Long Newton, qui lui impose de prendre son nom à la place du sien pour hériter de ses richesses et domaines, testament confirmé par une licence royale du 5 mai 1821.
George Vane-Tempest, 5e marquis de Londonderry ajoute « Tempest » à son nom « Vane » pour « Vane-Tempest » par une licence royale du 28 juin 1851 en référence à son grand-père maternelle. Cependant son fils, Charles Vane-Tempest-Stewart, 6e marquis de Londonderry, ajoute « Stewart » à son nom « Vane-Tempest » pour « Vane-Tempest-Stewart » par une licence royale du 3 août 1885.

## Personnalités
- Robert Stewart, 1er marquis de Londonderry (1739-1821), homme politique, fils d'Alexander Stewart ;
- Robert Stewart, 2e marquis de Londonnery (1769-1822), homme politique, fils du précédent ;
- Charles Vane, 3e marquis de Londonderry (1778-1854), homme politique et militaire, demi-frère du précédent ;
- Frederick Stewart, 4e marquis de Londonderry (1805-1872), homme politique, fils du précédent ;
- George Vane-Tempest, 5e marquis de Londonderry (1821-1884), homme politique, demi-frère du précédent ;
- Charles Vane-Tempest-Stewart, 6e marquis de Londonderry (1852-1915), homme politique, fils du précédent ;
- Charles Vane-Tempest-Stewart, 7e marquis de Londonderry (1878-1949), homme politique et militaire, fils du précédent ;
- Robin Vane-Tempest-Stewart, 8e marquis de Londonderry (1902-1955), homme politique, fils du précédent ;
- Alistair Vane-Tempest-Stewart, 9e marquis de Londonnery (1937-2012), homme politique, fils du précédent ;
- Frederick Vane-Tempest-Stewart, 10e marquis de Londonnery (1972-), homme d'affaires, fils du précédent ;
- Adolphus Vane-Tempest (1825-1864), homme politique, fils de Charles Vane, 3e marquis de Londonderry ;
- Herbert Vane-Tempest (1862-1921), homme d'affaires et militaire, neveu du précédent ;
- Mairie Vane-Tempest-Stewart (1921-2009), femme politique et aviatrice, petite-nièce du précédent.

## Titres et armoiries

### Titres
- Marquis de Londonderry (13 janvier 1816)[4]
(Pairie d'Irlande)
  - Compte Vane (28 mars 1823)[4]
(Pairie du Royaume-Uni)
  - Comte de Londonderry (8 août 1796)[4]
(Pairie d'Irlande)
  - Vicomte Seaham (28 mars 1823)[4]
(Pairie du Royaume-Uni)
  - Vicomte de Castlereagh (1er août 1795)[4]
(Pairie d'Irlande)
  - Baron Stewart (1er juillet 1814)[4]
(Pairie du Royaume-Uni)
  - Baron Londonderry (20 septembre 1789)[4]
(Pairie d'Irlande)

### Armoiries

Stewart

Vane-Tempest

Vane-Stewart

Vane-Tempest-Stewart

Marquis de Londonderry

« D'or à la bande échiquetée d'argent et d'azur, accompagnée de deux lions de gueules. »

« Écartelé : aux I et IV, d'argent à la bande engrêlée accompagnée de six martlets ordonnés en orle, le tout de sable, qui est de Tempest ; aux II et III, d'azur à trois gantelets senestres appaumés d'or, qui est de Vane. »

« Écartelé : aux I et IV, d'azur à gantelets senestres appaumés d'or, qui est de Vane ; aux II et III, d'or à la bande échiquetée d'argent et d'azur, accompagnée de deux lions de gueules, qui est de Stewart. »

« Écartelé : au I et IV, contre-écartelé d'argent à la bande engrêlée accompagnée de six martlets ordonnés en orle, le tout de sable, qui est de Tempest et d'azur à trois gantelets senestres appaumés d'or, qui est de Vane ; aux II et III, d'or à la bande échiquetée d'argent et d'azur, accompagnée de deux lions de gueules, qui est de Stewart. »

« Écartelé : aux I et IV, d'or à la bande échiquetée d'argent et d'azur, accompagnée de deux lions de gueules, qui est de Stewart ; aux II et III, de gueules au sautoir d'argent, qui est de Neville. »

## Généalogie
Cet arbre généalogique représente la lignée agnatique, par conséquent seul la descendance patronymique est développée.

### Arbre généalogique de la famille Stewart
Arbre généalogique de la famille Stewart
- William Stewart (?-?) X ?
  - Martha Stewart (?-?) X John Kennedy (?-?)
  - Alexander Stewart (1699-1781) X (1737) Mary Cowan (?-1797)
    - Robert Stewart (1er marquis de Londonderry (1739-1821) X (1866) Sarah Seymour-Conway (1747-1770)
      - Robert Stewart, 2e marquis de Londonnery (1769-1922) X (1794) Amelia Hobart (1872-1929)

    - Robert Stewart (1er marquis de Londonderry (1739-1821) X (1775) Frances Pratt (1751-1833)
      - Frances Stewart (1777-1810) X (1799) Charles FitzRoy (1764-1829)
      - Charles Vane, 3e marquis de Londonderry (1778-1854) X (1804) Catherine Bligh (1774-1812)
        - Frederick Stewart, 4e marquis de Londonderry (1805-1872) X (1846) Elizabeth Jocelyn (1813-1884)

      - Charles Vane, 3e marquis de Londonderry (1778-1854) X (1819)Frances Vane-Tempest (1800-1865)
        - George Vane-Tempest, 5e marquis de Londonderry (1821-1884) X (1846) Mary Edwards (1826-1906)
          - Frances Vane-Tempest (1850-1872)
          - Charles Vane-Tempest-Stewart, 6e marquis de Londonderry (1852-1915) X (1875) Theresa Chetwynd-Talbot (1856-1919)
            - Helen Vane-Tempest-Stewart (1876-1956) X (1902) Giles Fox-Strangways, 6e comte d'Ilchester (1874-1959)
            - Charles Vane-Tempest-Stewart, 7e marquis de Londonderry (1878-1949) X (1899) Edith Chaplin (1879-1959)
              - Maureen Vane-Tempest-Stewart (1900-1942) X (1920) Oliver Stanley (1896-1950)
              - Robin Vane-Tempest-Stewart, 8e marquis de Londonderry (1902-1955) X (1931) Romaine Combe (1904-1951)
                - Jane Vane-Tempest-Stewart (1932-) X (1965) Max Rayne, baron Rayne (1918-2003)
                - Annabel Vane-Tempest-Stewart (1934-) X (1954) Mark Birley (1930-2007) (dont descendance) puis épouse James Goldsmith (1933-1977) en 1978 (dont descendance).
                - Alistair Vane-Tempest-Stewart, 9e marquis de Londonnery (1937-2012) X (1958) Nicolette Harrison (1940-1993)
                  - Sophia Vane-Tempest-Stewart (1959-) X (1987) Jonathan Pilkington (?-)
                  - Cosima Vane-Tempest-Stewart (1961-) X (1982) Cosmo Fry (sans descendance) puis épouse John Somerset (1964-) en 1990 (dont descendance).

                - Alistair Vane-Tempest-Stewart, 9e marquis de Londonnery (1937-2012) X (1972) Doreen Wells (1937-)
                  - Frederick Vane-Tempest-Stewart, 10e marquis de Londonnery (1972-)
                  - Reginald Vane-Tempest-Stewart (1977-) X Chloë Guinness (1976-)
                    - Robin Vane-Tempest-Stewart (2004-)
                    - Amy Vane-Tempest-Stewart (2007-)
                    - Violet Vane-Tempest-Stewart (2009-)

              - Margaret Vane-Tempest-Stewart (1910-1966) X (1934) Alan Muntz (1899-1985) (sans descendance) puis épouse Hugh Falkus (1917-1887) en 1952 (sans descendance).
              - Helen Vane-Tempest-Stewart (1911-1986) X (1935) Edward Jessel, 2e baron Jessel (1904-1990)
              - Mairi Vane-Tempest-Stewart (1921-2009) X (1940) Derek Keppel, vicomte Burry (1911-1968)

            - Charles Vane-Tempest-Stewart (1879-1899)

          - Henry Vane-Tempest (1854-1905)
          - Avarina Vane-Tempest (1858-1873)
          - Herbert Vane-Tempest (1862-1921)
          - Alexandrina Vane-Tempest (1863-1945) X (1889) Wentworth Beaumont, 1er vicomte Allendale (1860-1923)

        - Frances Vane (1822-1899) X (1843) John Spencer-Churchill, 7e duc de Marlborough (1822-1883)
        - Alexandrina Vane (1823-1874) X (1847) Henry Dawson-Damer, 3e comte de Portarlington (1822-1889)
        - Adolphus Vane-Tempest (1825-1864) X (1860) Susan Pelham-Clinton (1839-1875)
          - Francis Vane-Tempest (1863-1932) X (1901) Gertrude Elliot (1877-1925)
            - Francis Vane-Tempest (1911-1994) X (1935) Penelope Bevan (?-?)
              - Richard Vane-Tempest (1941-2012)
              - Peregrine Vane-Tempest (1947-)

        - Adelaide Vane (1830-1882) X (1852) Frederick Law (1827-1907)
        - Ernest Vane-Tempest (1836-1885) X (1869) Mary Hutchinson (1848-1891)
          - Charles Vane-Tempest (1871-1899) X (1893) Florence Kirk (1872-1942)
            - Ernest Vane-Tempest (1894-1957) X (1918) Aline St George (1897-1967) (dont descendance) puis épouse Anne Humphreys (?-1968) en 1933 (sans descendance).
              - Theresa Vane-Tempest (1920-?)
              - Charles Vane-Tempest (1921-2008) X (1948) Diana Seth-Smith (1921-?)
                - Charles Vane-Tempest (1950-) X (1977) Jillian von Bülow (?-)
                  - Christopher Vane-Tempest (1978-) X Alexandra Soens (?-)
                    - Victoria Vane-Tempest (2009-)
                    - Valentina Vane-Tempest (2014-)

                  - James Vane-Tempest (1981-) X (2009) Charlotte Oddie (?-)
                    - George Vane-Tempest (2012-)
                    - Harry Vane-Tempest (2014-)
                    - Flora Vane-Tempest (2018-)

                - Alice Vane-Tempest (1952-) X (1984) Philip Nash (?-)

              - Charles Vane-Tempest (1921-2008) X (1957) Maija-Lilsa Puomi (1930-2008)
                - Charles Vane-Tempest (1958-)
                - Donald Vane-Tempest (1961-) X (1985) Pirkko Salminen (?-)
                  - Thomas Vane-Tempest (1986-)

                - Harold Vane-Tempest (1962-)
                - Mary Vane-Tempest (1962-)

            - Charles Vane-Tempest (1896-1917)

      - Caroline Stewart (1781-1865) X (1801) Thomas Wood (1777-1860)
      - Georgiana Stewart (1785-1804) X (1803) George Canning, 1er baron Garvagh (1778-1840)
      - Selina Stewart (1786-1871) X (1814) David Ker (1779-1844)
      - Matilda Stewart (1787-1842) X (1815) Michael Ward (1789-1832)
      - Emily Stewart (1789-1865) X (1814) John James (?-1818) (dont descendance) puis épouse Henry Hardinge, 1er vicomte Hardinge (1785-1856) en 1865 (dont descendance).
      - Octavia Stewart (1792-1819) X (1813) Edward Law, 1er comte d'Ellenborough (1790-1871)

    - Alexander Stewart (1746-1831) X (1791) Mary Moore (1772-1842)
      - Maria Stewart (1792-1857) X (1811) Robert Montgomery (1780-1846)
      - Alexander Stewart (1795-1850) X (1825) Caroline Pratt (1794-1827)
        - Alexander Stewart (1827-1904) X (1851) Isabella Graham-Toler (1827-1914)
          - Alexander Stewart (1852-1897) X (1883) Julia Dingwall (1862-1928)
          - Charles Stewart (1853-1897) X (1910) Minnie Barwell (1867-?)
          - Caroline Stewart (1855-1940) X (1883) Frederick Penton (1851-1929)
          - George Stewart (1861-1950) X (1911)" Emma Hardinge (1866-1955)
          - Henry Stewart (1863-1928)
          - Beatrice Stewart (1865-1921)
          - Ida Stewart (1867-1867)
          - Cecil Stewart (1868-1949)

      - John Stewart (1802-1872) X (1837) Helen Graham-Toler (1814-1883)
        - Alexander Stewart (1838-1917) X (1872) Mary Maberly (1822-1891)
          - Kathleen Stewart (1875-?) X (1904) Philip MacGregor (?-?)

        - Hector Stewart (1841-1922)
        - Robert Stewart (1846-1915) X (1885) Frances O'Hanlon (?-1934)
        - Charles Stewart (1851-1932) X (1884) Mary Graham-Toler (1855-1930)
          - Helen Stewart (1886-1945) X (1913) Colin Campbell (1880-1914) (sans descendance) puis épouse Sir Hubert Rankin, 3e baronnet de Bryngwyn (1899-1988) en 1932 (sans descendance).
          - Gerald Stewart (1888-1915)
          - Eirene Stewart (1890-1966) X (1915) John Ritchie (1879-1916)
          - Marjorie Stewart (1893-1972) X (1915) Charles Ritchie (1887-1958)
          - John Stewart (1895-1915)

## Alliances

### Alliances anciennes (XVIIIesiècle-XIXesiècle)
Cette famille s'est alliée aux familles : Cowan (1737), Pratt (1775 et 1825), Moore (1791), Hobart (1794), FitzRoy (1799), Wood (1801), Canning (1803), Bligh (1804), Montgomery (1811), Law (1813 et 1852), James (1814), Ker (1814), Ward (1815), Vane-Tempest (1819), Graham-Toler (1837, 1851 et 1884), Spencer-Churchill (1843), Edwards (1846), Jocelyn (1846), Dawson-Damer (1847), Pelham-Clinton (1860), Hardinge (1865 et 1911), Seymour-Conway (1866), Hutchinson (1869), Maberly (1872), Chetwynd-Talbot (1875), Dingwall (1883), Penton (1883), O'Hanlon (1885), Beaumont (1889), Kirk (1893), Chaplin (1899), Kennedy.

### Alliances contemporaines (XXesiècle-XXIesiècle)
Les principales alliances sont : Elliot (1901), Fox-Strangways (1902), MacGregor (1904), Barwell (1910), Campbell (1913), Ritchie (1915), St George (1918), Stanley (1920), Combe (1931), Rankin (1932), Humphreys (1933), Muntz (1934), Bevan (1935), Jessel (1935), Keppel (1940), Seth-Smith (1948), Falkus (1952), Birley (1954), Puomi (1957), Harrison (1958), Rayne (1965), Wells (1972), von Bülow (1977), Goldsmith (1978), Fry (1982), Nash (1984), Salminen (1985), Pilkington (1987), Somerset (1990), Oddie (2009), Guinness, Soens.